# عبدالکریم صقر
عبدالکریم صقر (عربی: عبد الكريم صقر؛ ۸ نوامبر ۱۹۱۸ – ۶ مارس ۱۹۹۴) یک ورزشکار اهل مصر بود.
از باشگاه‌هایی که در آن بازی کرده‌است می‌توان به باشگاه ورزشی زمالک و تیم ملی فوتبال مصر اشاره کرد.
وی همچنین در تیم ملی فوتبال مصر بازی کرده است.